# Licoma Pampa
Licoma Pampa, también conocido como Villa Libertad Licoma, es una localidad y municipio de Bolivia, ubicado en la provincia de Inquisivi del departamento de La Paz. El municipio tiene una superficie de 132 km² y cuenta con una población de 5.488 habitantes (según el Censo INE 2012). La localidad está ubicada a 248 km al sureste de la ciudad de La Paz, sede de gobierno del país.
El municipio fue creado como sexta sección municipal de la provincia mediante Ley N° 1088 del 21 de febrero de 1989 durante el gobierno de Víctor Paz Estenssoro.

## Geografía
Su topografía está compuesta por una zona de montañas y planicies semiplanas. Presenta altitudes que varían desde 3.200 m s. n. m. en la parte alta de los Andes hasta los 1.800 m s. n. m. en la parte baja. Su clima es templado y semicálido, variando de acuerdo al piso ecológico, con una temperatura promedio de 20 °C y una precipitación pluvial intensa en el período de diciembre a marzo (889,24 mm promedio al año). Cuenta con tres pisos ecológicos: cabecera de valle, valles y subtrópico. Los ríos más importantes que surcan el municipio son el Kara, La Unión, La Plata y el Palmani.
El municipio es el más pequeño en territorio de la provincia, ubicado al centro-norte de esta, al sureste del departamento de La Paz. Limita al norte con el municipio de Cajuata, al oeste y suroeste con el municipio de Quime, y al sureste y este con el municipio de Inquisivi.

## Demografía
De acuerdo con el censo boliviano de 2024, la población del municipio de Licoma Pampa es de 7 791 habitantes.
La población del municipio se triplicó entre 1992 y 2024:
| Año  | Habitantes (municipio) | Fuente |
| ---- | ---------------------- | ------ |
| 1992 | 2 337                  | Censo  |
| 2001 | 2 739                  | Censo  |
| 2012 | 5 488                  | Censo  |
| 2024 | 7 791                  | Censo  |

## Economía
La actividad económica más importante del municipio es la agricultura, con cultivos de papa, hortalizas, naranja, lima, chirimoya, mandarina, plátanos, palta y maíz, entre otros. La pecuaria es otra actividad que desarrolla la población, aunque en pequeña escala, en especial con ganado vacuno criollo y ovino criollo, además de la cría de aves de corral, como gallinas, destinadas principalmente al consumo familiar.